# Nizozemsko na Zimních olympijských hrách 1998
Nizozemsko na Zimních olympijských hrách 1998 reprezentovalo 22 sportovců (10 mužů a 12 žen) v 3 sportech.

## Medailisté
| Medaile | Jméno              | Sport          | Disciplína    |
| ------- | ------------------ | -------------- | ------------- |
| Zlato   | Ids Postma         | Rychlobruslení | Muži 1 000 m  |
| Zlato   | Gianni Romme       | Rychlobruslení | Muži 5 000 m  |
| Zlato   | Gianni Romme       | Rychlobruslení | Muži 10 000 m |
| Zlato   | Marianne Timmerová | Rychlobruslení | Ženy 1 000 m  |
| Zlato   | Marianne Timmerová | Rychlobruslení | Ženy 1 500 m  |
| Stříbro | Jan Bos            | Rychlobruslení | Muži 1 000 m  |
| Stříbro | Ids Postma         | Rychlobruslení | Muži 1 500 m  |
| Stříbro | Rintje Ritsma      | Rychlobruslení | Muži 5 000 m  |
| Stříbro | Bob de Jong        | Rychlobruslení | Muži 10 000 m |
| Bronz   | Rintje Ritsma      | Rychlobruslení | Muži 1 500 m  |
| Bronz   | Rintje Ritsma      | Rychlobruslení | Muži 10 000 m |